# Сибила Петлевски
Сибила Петлевски (на хърватски: Sibila Petlevski) е хърватска театроведка и литературна критичка, драматург, поетеса и писателка на произведения в жанра лирика, драма и документалистика в областта на театъра.

## Биография и творчество
Сибила Петлевски е родена на 11 май 1964 г. в Загреб, Социалистическа република Хърватия, в семейството на северномакедонския художник Ордан Петлевски.
Следва сравнителна литература и английски език във Философския факултет на Загребския университет, който завършва с бакалавърска степен през 1988 г., с магистърска степен през 1991 г. и с докторска степен през 1996 г. с дисертация на тема „Модернизмът: примери от хърватския театър и драма и техният централноевропейски контекст“.
От 1992 г. е редовен преподавател и професор в катедрата по драматургия на Академията за драматични изкуства на Загребския университет.
Пише на хърватски и на английски език. Някои от нейните английски сонети се появяват в антологията на Дъглас Месерли за световни автори „50: Празник на класиката на слънцето и луната” (1995). Както нейната поезия, така и художествената ѝ литература са преведени на много езици. Творбите ѝ са представени на няколко международни литературни събития.
Тя е председателка на хърватския център на Международния ПЕН клуб (2001 – 2005), член е на Международния съвет на ПЕН клуб (2002 – 2007) и е член-кореспондент на Френската академия за поезия „L'Académie Mallarmé“. Член на Съвета за изкуства и председател на Хърватския национален съвет по хуманитарни науки. Почетен член е на Дружеството на северномакедонските писатели.
Редактира хърватския раздел на електронното списание „Poetry International Web“ със седалище в Ротердам. Прави преводи от английски, френски и македонски език.
Омъжена е за Давид Газаров, виден немски пианист и композитор от арменски произход.
Сибила Петлевски живее със семейството си в Загреб.

## Награди
- Годишна награда „Владимир Назор“ (1993) за стихосбирката „Сто александрийски епиграми“
- Награда „Петър Бречич“ за принос в теоретичната драматургия (2001) за книгите „Kazalište suigre“ (Театър на взаимодействието) и „Simptomi moderniteta“ (Симптоми на модерността)
- Отличие в европейската селекция „Berliner Festspiele TT Stückemarkt“ (2005) за драмата „Eisgeneral“
- Награда за поезия „Poeteka“ на първия Международния фестивал на поезията в Дуръс (2005)
- Награда на град Загреб за принос в литературата, науката и културата (2015)
- Награда за роман на годината 2009 за романа „Vrijeme laži“ (Време за лъжи)

Нейната музикална драма „Калиостро завинаги“ е включена в списъка на Верона и Международния конкурс за поезия и опера на ЮНЕСКО.

## Произведения

### Поезия
- Kristali (1988)
- Skok s mjesta (1990)
- Sto aleksandrijskih epigrama (1993)
- Babylon (2000)
- Heavy Sleepers (2000)
- Libitina (2002)
- Spojena lica (2006)

### Проза
- Francuska suita (1996)
- Koreograﬁja patnje (2002)
- Noćni trening (2006)
- Moj Antonio Diavolo (2007)

#### Серия „Табу“ (Tabu)
1. Vrijeme laži (2009)
2. Bilo nam je tako lijepo! (2011)
3. Stanje sumraka (2013)

### Пиеси
- Ledeni general / Eisgeneral (2005)
- Cagliostro Forever (2007) – либрето
- Rimbaud’s House / Rimbaudova kuća (2007)
- Lyrebird (2014)
- Mexicana (2016) – музикална поема

### Документалистика
- Simptomi moderniteta (2000) – театрални изследвания
- Kazalište suigre (2001) – театрални изследвания
- Knjiga o vodi (2004) – книга за деца
- Prostor razmjene. Uvodna studija o Gavellinoj potrazi za metodologijom kulturalne povijesti. (2005) – театрални изследвания за Бранко Гавела
- Drama i vrijeme (2008) – театрални изследвания
- Kazalište srama (2015) – театрални изследвания